# Canale Volga-Baltico
Il canale Volga-Baltico, conosciuto in passato anche come sistema di canali Mariinskij (in russo Мариинская водная система?), è una serie di canali e fiumi della Russia europea che collegano il fiume Volga al mar Baltico. La lunghezza complessiva, dal bacino di Rybinsk, presso Čerepovec al lago Onega, è di 368 km.
Costruito originariamente nei primi anni del XIX secolo, negli anni sessanta il sistema è stato riammodernato per permettere il passaggio di imbarcazioni più grandi, entrando così a far parte del sistema unificato di idrovie della Russia Europea.

## Storia

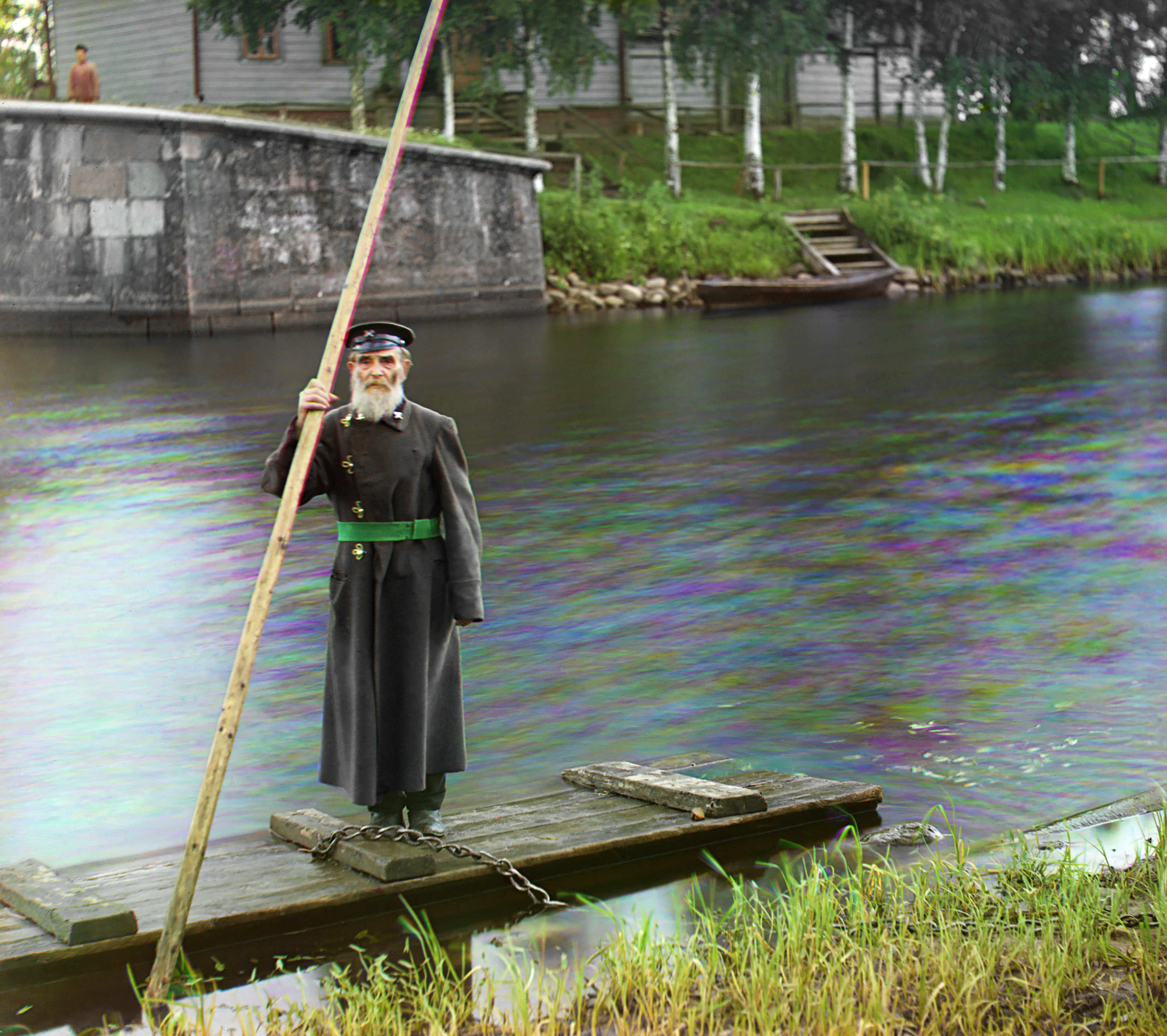
Un uomo che lavora come sorvegliante di una chiusa del sistema di canali Mariinskij, 1910 circa.

Dopo che Pietro il Grande ebbe strappato il golfo di Finlandia all'Impero svedese, si rese necessaria la realizzazione di un sistema sicuro di trasporto fluviale che lo collegasse all'entroterra russo. Il primo sistema di canali di Vyšnij Voločëk, completato nel 1709, aveva proprio questa funzione; ad esso seguì il più ambizioso progetto del canale Ladoga. Durante il regno di Alessandro I, la tradizionale idrovia che attraversava Vyšnij Voločëk venne affiancata dal sistema di canali di Tichvin (1811) e dal sistema di canali Mariinskij (1810) che in seguito diventò di gran lunga il più popolare dei tre. Il sistema di canali Mariinskij fu una realizzazione eccezionale per l'ingegneria idraulica dell'inizio del XIX secolo, e si rivelò di vitale importanza per l'economia nazionale. Il sistema iniziava a Rybinsk e percorreva il fiume Šeksna, il lago Bianco, il fiume Kovža, il canale artificiale Novomariinskij e il fiume Vytegra, per finire nel lago Onega. A quel punto le imbarcazioni attraversavano il fiume Svir', il lago Ladoga e la Neva per arrivare nel golfo di Finlandia.
Nel 1829 venne aperto alla navigazione il canale della Dvina settentrionale, che collegava il fiume Šeksna (un affluente del Volga) con la Dvina Settentrionale attraversando il lago Kubenskoe e sfociando nel Mar Bianco. Nei decenni seguenti il sistema venne ulteriormente ampliato; prima della fine del secolo furono inaugurati tre nuovi canali, Belozerskij, Onežskij, e Novoladožskij, che permettevano ai natanti di minori dimensioni di evitare l'attraversamento delle pericolose acque dei tre grandi laghi. Negli anni trenta venne costruita un'altra connessione, quando al costo di un enorme numero di vite umane fu scavato dai prigionieri nei gulag il tristemente famoso canale Mar Bianco-Mar Baltico (più conosciuto come Belomorkanal) tra il lago Onega ed il Mar Bianco. In tempi recenti il canale Volga-Baltico ha acquistato una certa importanza anche come rotta turistica per le imbarcazioni che percorrono l'Anello d'oro della Russia.

## L'ampliamento del Canale Volga-Baltico

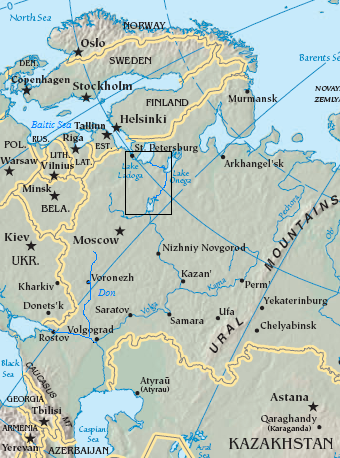
Il canale Volga-Baltico (zona nel riquadro), mostrato in relazione all'intero corso del Volga e ai suoi collegamenti con il mar Caspio e il Mar Nero.

In epoca sovietica il sistema di canali Mariinskij venne costantemente migliorato. Nel 1936 e nel 1952 furono costruite due chiuse sullo Svir', mentre altre tre vennero realizzate sulla Šeksna. I lavori di maggiore entità si svolsero tra il 1960 e il 1964, e il 5 giugno 1964 fu aperto alla navigazione il nuovo canale Volga-Baltico. Le 39 vecchie chiuse di legno furono rimpiazzate con 7 nuove e più moderne, mentre più tardi (1995) fu costruita anche una chiusa parallela. Le dimensioni delle chiuse sono 210 metri di lunghezza, 17,6 di larghezza e 4,2 di profondità, tali da permettere il transito di imbarcazioni con fino a 5.000 tonnellate di stazza. Mezzi di tali dimensioni possono navigare direttamente attraverso i grandi laghi invece di servirsi dei canali alternativi. La durata media del viaggio da Čerepovec a San Pietroburgo è passata da 10-15 giorni a 2 e mezzo-3.
La nuova via d'acqua in alcuni punti segue il percorso del vecchio sistema Mariinskij, mentre in altri se ne distacca. Sei delle otto chiuse del canale si trovano concentrate in 35 km del tratto settentrionale e coprono un dislivello complessivo di 80 metri. Le uniche due chiuse della parte meridionale, per un dislivello di 13 metri, sono dislocate presso Šeksna, sull'omonimo fiume, 50 km a monte di Čerepovec. Nella parte settentrionale il canale segue il percorso del fiume Vytegra. Questo settore, tra le chiuse di Pachomovo sulla Vytegra e la diga sul lago artificiale Šeksna è lungo 278 km. La parte meridionale segue invece il corso del fiume Šeksna che finisce successivamente nel bacino artificiale di Rybinsk.

## Sviluppi attuali
Il canale è attualmente molto usato per il trasporto di petrolio e legname, oltre che come percorso turistico. Secondo il Dipartimento della Marina (Morskaja Kollegija) del governo russo, nel 2004 sul canale sono transitati 17,6 milioni di tonnellate di merci, un dato molto vicino alla capacità massima della via d'acqua. la chiusa inferiore sullo Svir' è stata una delle due chiuse più trafficate del sistema di vie d'acqua interno russo (l'altra è stata la chiusa di Kočetov nella parte meridionale del Don.
Allo stesso tempo però, come ha dichiarato al giornale Gudok un ex funzionario addetto alle acque interne nel settembre 2006, il canale Volga-Baltico ha sofferto, negli ultimi anni, di una cattiva manutenzione, con il continuo differimento di lavori necessari. "Per più di 7 anni non è stato mai dragato; il risultato è che la profondità minima garantita del canale è scesa da 4 metri a 3,5 e la sua ampiezza utilizzabile da 80 a 25 metri, il che significa che le imbarcazioni con stazza superiore alle 4.000 tonnellate non possono più passare. I tempi di percorrenza sono saliti da 3 giorni-3 giorni a mezzo, a una settimana. Anche le chiuse hanno bisogno di riparazioni".